# Иван Стоицов
Иван Стоицов е български щангист, роден на 22 март 1985 г. в Пловдив, световен шампион в категория до 77 кг през 2007 г. Възпитаник е на школата по вдигане на тежести на „Марица“, а се състезава за „Асеновец“ (Асеновград).
Печели златен медал на Европейското първенство за юноши през 2004 г. в Бургас. Участва на Олимпийските игри в Атина, където завършва на 8-о място в категория до 77 кг.
След това влиза в конфликт с тогавашното ръководство на БФВТ, което го обвинява за предател след плъзналите слухове, че иска да се състезава за Катар. През 2007 г. се състои извънредно общо събрание на федерацията, на което се взима решение Стоицов да бъде върнат в националния отбор.
На световното първенство в Тайланд през 2007 г. той печели златен медал с двубой от 363 кг. В изхвърлянето Стоицов остава една на шесто място само с един успешен опит на 158 кг. В изтласкването прави три успешни опита на 193, 200 и 205 кг и в общото класиране изпреварва с един и два килограма съответно Кеворк Давтян (Армения) и Хон-ли Ли (Китай).